# Luca Chiumento
Luca Chiumento, född 19 november 1997 i Padua, är en italiensk roddare.

## Karriär
I oktober 2020 vid EM i Poznań tog Chiumento silver i scullerfyra tillsammans med Simone Venier, Luca Rambaldi och Giacomo Gentili.
I augusti 2022 vid EM i München tog Chiumento EM-guld i scullerfyra tillsammans med Nicolò Carucci, Andrea Panizza och Giacomo Gentili. Följande månad tog samma båt med roddare brons vid VM i Račice efter att slutat bakom Polen och Storbritannien. I maj 2023 tog de brons tillsammans i scullerfyra vid EM i Bled. I september 2023 tog de silver tillsammans i scullerfyra vid VM i Belgrad.
I april 2024 vid EM i Szeged tog Chiumento sitt andra EM-guld i scullerfyra tillsammans med Nicolò Carucci, Andrea Panizza och Giacomo Gentili.